# Deniss Vasiļjevs
Deniss Vasiļjevs (* 9. August 1999 in Daugavpils) ist ein lettischer Eiskunstläufer, der im Einzellauf startet. Bei den Europameisterschaften 2022 gewann er eine Bronzemedaille.
Einen ersten Erfolg feierte er, als er beim Europäischen Olympischen Winter-Jugendfestival 2015 in Dornbirn die Silbermedaille gewann. Vasiļjevs qualifizierte sich 2016 als lettischer Meister erstmals für Europa- und Weltmeisterschaften. Sein Debüt bei Europameisterschaften beendete er auf dem zwölften Platz. Bei seinem Weltmeisterschaftsdebüt erreichte er in Boston den 14. Platz. 2022 wurde er zu Lettlands Sportler des Jahres gewählt.
Deniss Vasiļjevs wird von Stéphane Lambiel trainiert.

## Ergebnisse
| Meisterschaft / Jahr                           | 2015  | 2016  | 2017  | 2018  | 2019  | 2020  | 2021  | 2022  | 2023  | 2024  |
| ---------------------------------------------- | ----- | ----- | ----- | ----- | ----- | ----- | ----- | ----- | ----- | ----- |
| Olympische Winterspiele                        |       |       |       | 19.   |       |       |       | 13.   |       |       |
| Weltmeisterschaften                            |       | 14.   | 14.   | 6.    | 21.   |       | 18.   | 13.   | 13.   | 7.    |
| Europameisterschaften                          |       | 12.   | 7.    | 4.    | 21.   | 6.    |       | 3.    | 5.    | 6.    |
| Europäisches Olympisches Winter-Jugendfestival | 2.    |       |       |       |       |       |       |       |       |       |
| Lettische Meisterschaften                      |       | 1.    | 1.    | 1.    |       | 1.    |       |       |       |       |
| Grand-Prix-Wettbewerb / Jahr                   | 14/15 | 15/16 | 16/17 | 17/18 | 18/19 | 19/20 | 20/21 | 21/22 | 22/23 | 23/24 |
| MK John Wilson Trophy                          |       |       |       |       |       |       |       |       | 2.    |       |
| Gran Premio d’Italia                           |       |       |       |       |       |       |       | 4.    |       |       |
| Skate Canada                                   |       |       |       |       |       | 5.    |       |       | 10.   |       |
| Grand Prix de France                           |       |       |       |       | 7.    |       |       | 4.    |       |       |
| NHK Trophy                                     |       |       | 6.    | 6.    | 8.    |       |       |       |       | 7.    |
| Cup of Russia                                  |       |       | 11.   | 8.    |       | 6.    |       |       |       |       |
| Skate America                                  |       |       |       |       |       |       |       |       |       | 9.    |